# Robert Tecumtha Browne
Robert Tecumtha Browne (* 16. Juli 1882 in La Grange, Texas; † 15. Oktober 1978 in New York City) war ein afroamerikanischer Lehrer, Philosoph und Hermetiker.

## Leben
Robert Browne wurde als Sohn von James und Mary Elizabeth Browne in La Grange in Texas geboren. Nach dem Besuch der Schule in La Grange studierte er am nur für Schwarze vorgesehenen Samuel Huston College in Austin, das heute zur Huston-Tillotson University gehört, graduierte 1903 und arbeitete dann zeitweilig am College als Hilfslehrer. Browne setzte seine Studien in Literatur und Chemie am City College of New York fort. Danach arbeitete er als Lehrer an verschiedenen High Schools. Zudem gründete er die „Brooks Library of Negro Literature“. Im Jahre 1908 bekam Browne eine Anstellung als Sekretär beim Kriegsministerium der Vereinigten Staaten. Browne setzte sich ein für den Aufbau der „American Negro Academy“. 
Autodidaktisch beschäftigte Browne sich mit Philosophie, Okkultismus, Theosophie und Mathematik. Im Jahre 1915 fand Browne bereits im „Who’s Who of the Colored Race“ von Frank Lincoln Mather Erwähnung. Er wurde ein Anhänger von Marcus Garvey und einer der Redakteure von dessen Zeitschrift „Negro World“. Browne war ein erklärter Gegner der Relativitätstheorie und entwickelte seine eigene parapsychologische Theorie, die er 1919 in „The Mystery of Space“ darlegte, wo er das Konzept der Raumzeit strikt ablehnt. Vor der „American Negro Academy“ hielt Browne im Jahre 1920 einen Vortrag über seine Ablehnung der Relativitätstheorie. Im darauffolgenden Jahre gründete Browne zusammen mit dem Ingenieur Arvid Reuterdahl die „Academy of Nations“, welche Kräfte bündeln sollte, die sich gegen die Relativitätstheorie wandten.
Browne wurde 1933 von seinem Arbeitgeber auf die Philippinen versetzt. Von 1942 nach der Schlacht um die Philippinen bis 1945 befand er sich in japanischer Gefangenschaft.
Im Jahre 1950 gründete Browne die esoterisch-okkulte „Hermetic Society for World Service“. Für diese Hermetik-Organisation gewann er als Mitarbeiter z. B. Miguel Alfonseca.

## Publikationen
- The Mystery of Space, E. P. Dutton & Co., 1919.
- Cabriba: Garden of the Gods, 1925.
- The Pantelicon, 1947.